# Billy Kennedy
William Norton Adam "Billy" Kennedy es un personaje ficticio de la serie de televisión australiana Neighbours, interpretado por el actor Jesse Spencer del 27 de septiembre de 1994 hasta el 30 de abril del 2000. Jesse regresó a la serie brevemente el 27 de julio del 2005 luego de que apareciera en el documental de Annalise Hartman.